# Mohamed Ismail Ibrahim
Mohammed Abdi Fatah Ismail Ibrahim (in arabo محمد إسماعيل إبراهيم‎?; 1º gennaio 1997) è un mezzofondista gibutiano.

## Record nazionali
Seniores
- 5000 metri piani: 13'04"39 ( Montesson, 10 giugno 2023)
- 3000 metri siepi: 8'22"17 ( Nizza, 12 giugno 2021)
- 10 km su strada: 27'27" ( Valencia, 14 gennaio 2024)

## Progressione

### 3000 metri siepi
| Stagione | Misura  | Luogo      | Data      | Rank. Mond. |
| -------- | ------- | ---------- | --------- | ----------- |
| 2023     | 8'55"36 | Kinshasa   | 2-8-2023  |             |
| 2022     | 8'23"44 | Oordegem   | 28-5-2022 |             |
| 2021     | 8'22"17 | Nizza      | 12-6-2021 |             |
| 2019     | 8'29"73 | Barcellona | 17-7-2019 |             |
| 2018     | 8'23"65 | Tomblaine  | 27-6-2018 |             |
| 2017     | 8'27"41 | Huelva     | 14-6-2017 |             |
| 2016     | 8'23"77 | Doha       | 6-5-2016  |             |
| 2015     | 8'24"58 | Stoccolma  | 30-7-2015 |             |

### 1500 metri piani
| Stagione | Misura  | Luogo      | Data      | Rank. Mond. |
| -------- | ------- | ---------- | --------- | ----------- |
| 2023     | 3'38"11 | Nizza      | 17-6-2023 |             |
| 2022     | 3'51"80 | Konya      | 11-8-2022 |             |
| 2018     | 3'37"02 | Barcellona | 11-7-2018 |             |
| 2017     | 3'36"98 | Kortrijk   | 8-7-2017  |             |
| 2016     | 3'39"84 | Barcellona | 8-6-2016  |             |
| 2015     | 3'37"08 | Matarò     | 18-7-2015 |             |
| 2014     | 3'45"72 | Nanchino   | 24-8-2014 |             |

## Palmarès
| Anno | Manifestazione           | Sede           | Evento        | Risultato | Prestazione | Note                          |
| ---- | ------------------------ | -------------- | ------------- | --------- | ----------- | ----------------------------- |
| 2012 | Africani                 | Porto-Novo     | 5000 m piani  | 14º       | 14'36"31    |                               |
| 2013 | Africani allievi         | Warri          | 2000 m siepi  | 6º        | 5'59"31     | Miglior prestazione personale |
| 2013 | Africani allievi         | Warri          | 1500 m piani  | 6º        | 8'29"33     |                               |
| 2014 | Olimpiadi giovanili      | Nanchino       | 1500 m        | Bronzo    | 3'45"72     | [ 1 ]                         |
| 2014 | Olimpiadi giovanili      | Nanchino       | 8×100 m       | Batteria  | 1'47"02     |                               |
| 2015 | Africani U20             | Addis Abeba    | 3000 m siepi  | 6º        | 9'47"38     |                               |
| 2015 | Mondiali                 | Pechino        | 3000 m siepi  | Batteria  | dns         |                               |
| 2016 | Mondiali U20             | Bydgoszcz      | 1500 m piani  | Batteria  | dns         |                               |
| 2016 | Mondiali U20             | Bydgoszcz      | 3000 m siepi  | 9º        | 8:42.38     |                               |
| 2016 | Olimpiadi                | Rio de Janeiro | 3000 m siepi  | Batteria  | 8'53"10     |                               |
| 2017 | Mondiali                 | Londra         | 3000 m siepi  | Batteria  | 8'33"77     |                               |
| 2018 | Africani                 | Asaba          | 3000 m siepi  | 11º       | 8'48"25     |                               |
| 2019 | Giochi panafricani       | Rabat          | 3000 m siepi  | 8º        | 8'42"59     |                               |
| 2022 | Africani                 | Saint-Pierre   | 3000 m siepi  | 5º        | 8'32"11     | [ 2 ]                         |
| 2022 | Mondiali                 | Eugene         | 3000 m siepi  | Batteria  | 8'25"85     |                               |
| 2023 | Giochi della Francofonia | Kinshasa       | 3000 m siepi  | Oro       | 8'55"36     | [ 3 ]                         |
| 2023 | Giochi della Francofonia | Kinshasa       | 5000 m piani  | Oro       | 13'22"44    | [ 3 ]                         |
| 2023 | Mondiali                 | Budapest       | 5000 m piani  | 11º       | 13'23"89    | [ 4 ]                         |
| 2024 | Mondiali indoor          | Glasgow        | 3000 m piani  | 9º        | 7'50"05     | [ 5 ]                         |
| 2024 | Giochi panafricani       | Accra          | 10000 m piani | 11º       | 30'12"76    | [ 6 ]                         |
| 2024 | Campionati africani      | Douala         | 5000 m piani  | Oro       | 13'38"38    |                               |
| 2024 | Giochi olimpici          | Parigi         | 5000 m piani  | Batteria  | 13'57"47    |                               |

## Altre competizioni internazionali
2015
- 5º ai Campionati arabi ( Manama), 3000 m siepi - 8'39"46

2017
- Bronzo ai Giochi della solidarietà islamica ( Baku), 5000 m piani - 13'29"29
- Argento ai Giochi della solidarietà islamica ( Baku), 3000 m siepi - 8'31"59
- Oro ai Campionati arabi ( Rades), 1500 m piani - 3'52"38
- Oro ai Campionati arabi ( Rades), 3000 m siepi - 8'42"25

2019
- 4º ai Campionati arabi ( Il Cairo), 3000 m siepi - 8'56"73

2022
- Argento ai Giochi della solidarietà islamica ( Konya), 3000 m siepi - 8'58"92
- dnf nella finale ai Giochi della solidarietà islamica ( Konya), 1500 m piani

2023
- Oro ai Campionati arabi ( Marrakech), 5000 m piani - 14'27"97